# Enantia lina
Enantia lina is een vlindersoort uit de familie van de Pieridae (witjes), onderfamilie Dismorphiinae.
Enantia lina werd in 1792 beschreven door Herbst.